# テンダーロイン (映画)
『テンダーロイン』(Tenderloin) は、アメリカ合衆国で制作された1928年の映画で、マイケル・カーティスが監督、ドロレス・コステロが主演した、パートトーキーの犯罪映画。部分的にトーキー化されたパートトーキーであるが、サイレント映画とほとんど変わらず、場面に同期した音楽や音響効果がヴァイタフォンの音盤に収録されていた。制作、配給はワーナー・ブラザースであった。『テンダーロイン』は失われた映画とされており、存在が知られるプリントは皆無である。

## あらすじ
ローズ・シャノン（Rose Shannon：ドロレス・コステロ）は、ニューヨーク、マンハッタン区の歓楽街「テンダーロイン地区の店「Kelly's」で働く踊り子で、この店を根城にしているギャング連中の中の若者チャック・ホワイト（Chuck White：コンラッド・ネーゲル）に、遠くから想いを寄せている。チャックにとっての彼女は、ただの玩具にすぎない。ローズは事情を何も知らないまま、とある犯罪に巻き込まれる。警察は彼女に目をつけるが、ギャングたちは彼女が何かを目撃していたり、ギャングに関わる何かを暴露するのではないかと疑い、チャックを送って彼女の始末をさせようとする。

## キャスト
主なキャストは以下の通り。
| - ドロレス・コステロ - ローズ・シャノン (Rose Shannon) - コンラッド・ネーゲル - チャック・ホワイト (Chuck White) - ジョージ・Ｅ・ストーン - スパロー ("Sparrow") - ミッチェル・ルイス - 教授 - ダン・ウォルハイム (Dan Wolheim) - レフティー ("Lefty") - パット・ハーティガン - ザ・マグ ("The Mug") - フレッド・ケルシー - シンプソン刑事 (Detective Simpson) - G・レイモンド・ナイ - コールズ (Cowles) - イヴリン・ピアース - ボビー (Bobbie) - ドロシー・ヴァーノン - モリーおばさん (Aunt Molly) - ジョン・ミルジャン - 銀行員 - ベス・ネーゲル (Beth Nagel) - （クレジットなし） |

## ヴァイタフォンによるプレミア公開時に併映された短編
『テンダーロイン』は、1928年3月14日にニューヨークのワーナー劇場でプレミア公開された。
| 題名                                                                          | 年   |
| ----------------------------------------------------------------------------- | ---- |
| 『地獄のオルフェ』序曲                                                        | 1927 |
| ベニャミーノ・ジーリとジュゼッペ・デ・ルカによる二重唱、『真珠採り』第1幕より | 1927 |
| エイブ・ライマンと彼のオーケストラ                                            | 1928 |
| ザビア・クガートと彼のジゴロズ (his Gigolos) "A Spanish Ensemble”             | 1928 |
| アデーレ・ローランド "Stories in Song"                                        | 1928 |

## 制作
『テンダーロイン』は、『ジャズ・シンガー』から5ヶ月後にワーナー・ブラザースが公開した、台詞のやりとりがある場面を含むヴァイタフォンを用いた2作目の長編映画であった。この映画には台詞のある場面が15分あり、ワーナーは女優が自分の声で台詞を言う最初の映画だと宣伝していた。伝えられるところでは、プレミア公開に際してこの作品は、ギクシャクした台詞のやりとりが失笑を呼ぶことになってしまい、公開最初の週のうちに、4箇所あった台詞のある場面のうち2箇所が除去されたという。

## 関連文献
- Hall, Mordaunt (March 15, 1928) "A Film with Dialogue" (review) The New York Times